# Ofensiva del Levante
La ofensiva del Levante, a veces también conocida como campaña del Levante, fue una ofensiva lanzada por el Ejército franquista con el objetivo de capturar Valencia y la región levantina.
Valencia había sido hasta entonces la capital de la República y constituía uno de los principales puertos de la España republicana, además del gran número de instalaciones que poseía y ser una de las principales ciudades españolas durante los años 30. Aunque la ofensiva franquista logró conquistar casi toda la provincia de Castellón, sus tropas se vieron detenidas a las puertas de Sagunto por la cadena de fortificaciones de la Línea XYZ. Con el comienzo de la batalla del Ebro las operaciones en Levante se vieron detenidas hasta el final de la contienda.

## Antecedentes
La ofensiva de Aragón de marzo y abril de 1938 había terminado con una completa victoria del bando rebelde, especialmente con la conquista esta región y tras la llegada de las tropas franquistas al mar Mediterráneo. Esto provocó que la zona controlada por la República quedase cortada definitivamente en dos y dejando a Cataluña aislada del resto de territorio bajo control republicano. El camino a Barcelona quedaba abierto a sin apenas obstáculos o defensas. Posteriormente, el general Vicente Rojo llegó a decir que en aquel momento Barcelona podría haber sido capturada con menos fuerzas y en menos tiempo que durante la posterior campaña de 1939. Tanto los generales de Franco como sus aliados alemanes e italianos esperaban que el siguiente ataque fuera dirigido contra la capital catalana. Sin embargo, Franco decidió virar hacia el sur contra Valencia y la región levantina porque temía una intervención francesa en Cataluña tras haberse producido recientemente el Anschluss de Hitler sobre Austria. 
Sin embargo, Paul Preston achacó la decisión de Franco de no avanzar hacia Barcelona a una razón diferente: Franco quería la rendición incondicional del enemigo y la aniquilación total, pero gradual, de la República. «Una ofensiva sobre Cataluña, donde se ubicaban los restos de la industria bélica de la República, habría precipitado el fin de la guerra; pero Franco no tenía ningún interés en la caída abrupta de las fuerzas republicanas, que habría dejado aún a cientos de miles de enemigos armados en el centro y el sur de España. Tampoco quería volverse sobre Madrid, puesto que una debacle rápida en la capital habría dejado a su vez numerosas fuerzas republicanas en Cataluña y el sudeste. Ambas opciones hubieran desembocado en un armisticio, que habría supuesto hacer concesiones a los vencidos. Franco se proponía, como ya había explicado claramente a los italianos, la aniquilación gradual pero absoluta de la República y sus defensores».
La decisión de Franco fue muy criticada entonces por muchos militares, ya que veían un error abandonar el avance hacia la prácticamente indefensa Barcelona y dirigirse a Valencia a través del montañoso Maestrazgo. De hecho, Franco todavía no deseaba finalizar la guerra de aniquilación contra los republicanos, dado que esperaba poder eliminar toda oposición. En este sentido, Dionisio Ridruejo dijo:

"...Una guerra larga significa la victoria total. Franco eligió la opción más cruel que, en su punto de vista, también era la más efectiva."

El 23 de abril se ordenó al Cuerpo de Ejército de Castilla mandado por José Enrique Varela y el Cuerpo de Ejército de Galicia de Antonio Aranda iniciar el avance hacia el sur.

## Desarrollo de las operaciones

### El avance por el Maestrazgo
La idea de Franco pasaba por realizar una repetición de la rápida ofensiva en Aragón, esta vez con el objetivo marcado en la conquista de Valencia. Varela ya se encontraba en Teruel desde el invierno y a él se encomendó avanzar por la región del Maestrazgo, una de las más agrestes de la península ibérica. En un primer asalto logró abrir una brecha en las defensas republicanas pero inmediatamente cambiaron las condiciones climáticas y en medio de lluvias torrenciales el avance se ralentizó. Este factor favorecía a los defensores, quienes contaban también con el refuerzo de nuevo armamento, especialmente cañones antiaéreos y numerosos cazas que formaban parte de una remesa de material adquirida en Francia. El 27 de abril el avance quedó finalmente detenido. El 1 de mayo, en un nuevo intento por sacar partido una victoria que días antes se vislumbraba fácil y brillante, el general Aranda dirigió un nuevo asalto a 30 kilómetros de las posiciones de Varela y a solo 25 kilómetros del mar Mediterráneo. El general García Valiño, situado entre las tropas de Varela y Aranda, mandaba una fuerza móvil destinada a reforzar a cualquiera de los flancos que necesitara de su intervención. Pero en las tres líneas la lucha fue encarnizada y el avance seguía siendo lento, encontrando una reforzada actitud republicana de resistir, impensable hacía solo unas semanas atrás. A comienzos de mayo las tropas franquistas vuelven a encontrar severa resistencia en una línea de defensa que el Ejército Popular de la República ha establecido desde la sierra de Espadán hasta el mar, la llamada línea de Levante. La defensa consistía en una serie de trincheras excavadas de acuerdo a las irregularidades del terreno, bien cubiertas por fuego artillero y adecuadamente ocultas a la observación aérea, lo cual dificulta a las fuerzas sublevadas el recurrir a los bombardeos para reducirla.
La irregularidad de las trincheras impide también tomarlas fácilmente, pues para reducir a un núcleo reducido de defensores republicanos los franquistas sufren excesivas bajas. En un comienzo el avance en los meses de abril y mayo se vio extraordinariamente ralentizado por el intenso periodo de lluvias, que a su vez imposibilitó tanto el apoyo aéreo como el avance de las tropas; Sin embargo, la resistencia republicana fue el factor decisivo pues las tropas y mandos franquistas esperaban que el avance a Valencia fuera un paseo militar después de lo visto en la ofensiva de Aragón. Tras duros combates las fuerzas rebeldes toman Lucena del Cid el 31 de mayo, mientras el Cuerpo de Ejército de Castilla recibe apoyo de la denominada Agrupación de Enlace del general García Valiño; el Cuerpo de Ejército de Galicia' avanza en paralelo por la línea de la costa pero también sufre fuertes bajas ante fuerte resistencia republicana.

### La conquista de Castellón
Las tropas republicanas, mandadas por el general Leopoldo Menéndez López (todas las tropas de Levante se encontraban bajo mando supremo de Miaja, comandante en jefe del Grupo de Ejércitos de la Región Central) resistían. El general Volkmann, comandante en jefe de la Legión Cóndor informó a Berlín de que había agotado todas las reservas de material. Los republicanos, por su parte, habían recibido de la URSS numerosos Moscas, entre los que figuraban algunos modelos del denominado Supermosca, más veloz y mejor armado que los anteriores modelos. Castellón de la Plana resistió hasta el día 14 de junio, cuando se rindió a las tropas de Aranda tras varios días de feroces combates en los suburbios. En el momento de la retirada republicana se cometieron crímenes contra los presos políticos derechistas reclusos en la prisión provincial. Los franquistas contaban ahora con el puerto del Grao de Castellón, en pleno Mediterráneo. Al día siguiente de caer la capital de provincia, los sublevados se hacen con otra localidad importante en la zona, Villarreal, consolidando así la posesión de la capital. Se hallaban ya a 80 kilómetros de Valencia pero, aunque las expertas tropas de García Valiño (que formaban ahora un cuerpo, el Cuerpo de Ejército del Maestrazgo) se habían unido a las de los cuerpos mandados por Aranda, Solchaga y Varela, las operaciones militares habían vuelto a quedar estancadas a unas decenas de kilómetros al norte de Sagunto.
El avance de los sublevados tras las últimas conquistas era firme pero se había ralentizado mucho, en tanto que la tenaz defensa republicana les causó más bajas de lo que hubieran esperado. A la cadena de líneas defensivas republicanas se había unido una voluntad de resistencia imposible de esperar hacía unos meses, además de las dificultades del terreno y de una zona con pocas infraestructuras, que convertían el terreno en un verdadero infierno para la logística del Ejército franquista. La Legión Cóndor alemana se hallaba agotada y fue temporalmente retirada del frente.

### Nueva ofensiva franquista

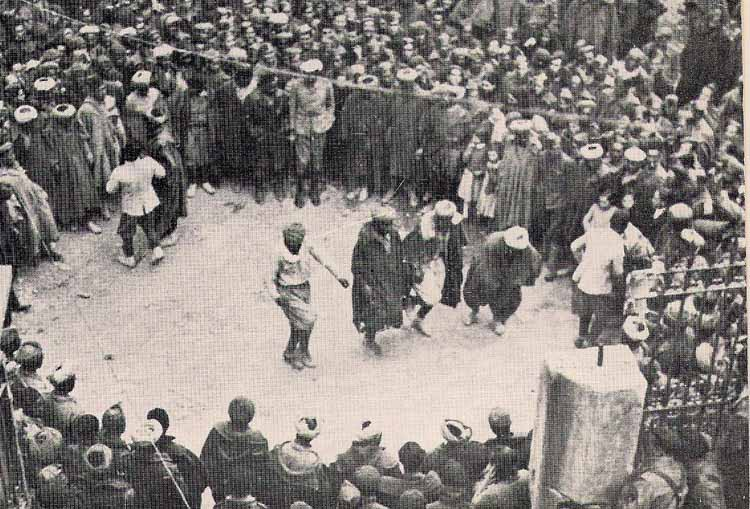
Tropas marroquíes festejando la toma de Rubielos de Mora, 1938.

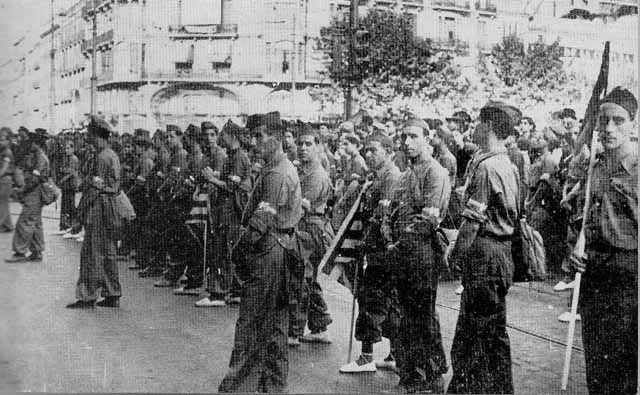
Reemplazo republicano destinado al frente de Teruel.

Ahora el plan del Estado Mayor franquista era fijar el frente en la línea Segorbe-Sagunto, para luego avanzar hacia Valencia, y a tal fin se constituyó el Cuerpo de Ejército de Turia mandado por José Solchaga. Se recibieron como refuerzos tres divisiones del CTV italiano, además de un poderoso apoyo aéreo. El 5 de julio, las divisiones franquistas en Levante emprendieron una gran ofensiva para abrirse camino hacia Valencia. En aquella zona se habían concentrado entre ambos bandos varios centenares de piezas de artillería y un total de 400 aviones, concediendo una clara superioridad de la aviación del campo franquista. García Valiño, que se encontraba estacionado con sus tropas en las afueras de Castellón, comenzó la embestida desde el norte, pero en aquel sector la sierra de Espadán llegaba casi hasta el mar y las fuerzas republicanas, dirigidas por los capacitados Gustavo Durán y Menéndez López, no pudieron ser desalojadas. El 13 de julio, Varela, junto a las divisiones italianas del general Berti, atacó hacia el sur de Teruel, coordinando su acción con los requetés navarros de Solchaga. En los primeros días de la batalla los blindados italianos habían logrado importantes avances, pero la resistencia republicana estaba de nuevo bien organizada. Una unidad de carabineros republicanos resistió largamente en Mora de Rubielos, importante localidad de la zona, antes de retirarse. Finalmente, cayó Sarrión y, con ella, las posiciones republicanas situadas a lo largo de la sierra del Toro. El frente empezó a derrumbarse de forma parecida a lo ocurrido en Aragón hacía unos meses atrás. Los peores augurios parecían cumplirse para los republicanos.
Protegida por un intenso fuego artillero antiaéreo, pues la actividad de la aviación republicana estos días fue muy intensa, la infantería navarra e italiana avanzó en cinco días unos 95 kilómetros en un frente de 30 kilómetros de anchura. El único obstáculo que quedaba por salvar para ocupar la región de la huerta valenciana eran las fortificaciones construidas frente a la población de Viver, la conocida como Línea XYZ. Estas estaban ingeniosamente concebidas y las defendían las unidades a las órdenes de dos oficiales que ya habían ganado un gran prestigio en la defensa de Madrid: Romero y Güenes. La Línea XYZ iba desde la sierra de Javalambre, pasando por la sierra del Toro hasta la localidad de Almenara, junto al mar, y su centro se hallaba en la población de Viver. Se habían construido trincheras capaces de resistir bombas de 500 kilos y sus defensas se apoyaban en un terreno complicado y montañoso, muy difícil de asaltar. Lo que desconocían los soldados franquistas es que era este el núcleo principal de las defensas republicanas en la zona.

### La batalla de la Línea XYZ

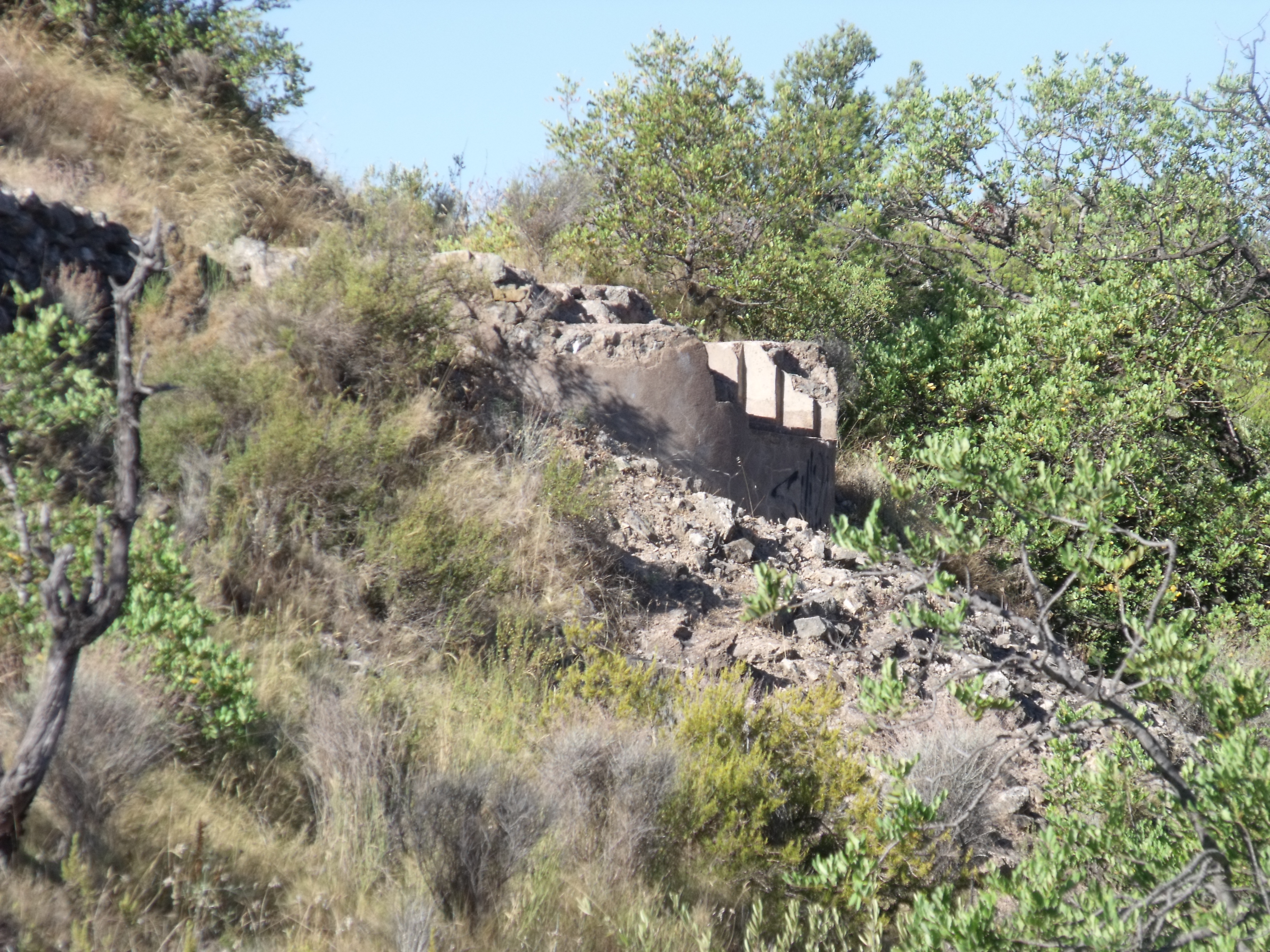
Nido de ametralladora de la Línea XYZ en Vall de Uxó.

El repentino avance exitoso de los franquistas quedó bruscamente detenido, recurriendo estos al bombardeo artillero y aéreo, pero no causaron la menor impresión en los defensores. La aviación franquista, alemana e italiana no lograron inutilizar las defensas republicanas en terreno montañoso, adecuadamente ocultas a los aviones, incluso para las expertas Legión Cóndor o la Aviación Legionaria. Tales trincheras disponían de acertados sistemas de comunicación entre sí, permitiendo a los defensores neutralizar los avances enemigos, los cuales podían ser repelidos con fuego cruzado de ametralladoras desde muy diversas posiciones, gracias a que las trincheras republicanas aprovechaban muy bien las irregularidades del terreno. Los republicanos habían acabado reuniendo 6 cuerpos de ejército. Además, se estaban terminando de formar otros dos nuevos: El Cuerpo de Ejército «A», al mando de Güemes Ramos, y el Cuerpo de Ejército «B», al mando de Romero Jiménez. Estos dos últimos eran los que ocupaban las posiciones de la Línea XYZ.
Las fuerzas sublevadas lanzaron diversos ataques frontales con gran despliegue de tropas, pero este esfuerzo fue inútil, más aún por cuanto las tropas atrincheradas de la República tenían ventaja táctica sobre los sublevados, imposibilitados de lanzar ataques sorpresa, y donde la toma de una trinchera podía ser tan sangrienta como inútil en tanto ello no aseguraba la dislocación del sistema defensivo. Cada asalto de la infantería rebelde era rechazado por una lluvia de metralla. Entre los días 18 y 23 de julio los franquistas sufrieron numerosas bajas. Las tropas franquistas contaban con superioridad numérica en artillería, pero pese a batir constantemente el terreno enemigo por tres días desde el 20 de julio, sus ataques no desordenan el orden de defensa de los republicanos, que mantienen sus posiciones. Hasta el 23 de julio fueron lanzados durísimos ataques contra las defensas republicanas, pero todos ellos fueron repelidos. A partir del día 24 los ataques empezaron a ser menores hasta casi desaparecer. Llegaron las noticias de que las tropas republicanas habían cruzado el Ebro y los franquistas suspendieron todas sus operaciones en este sector. Sus tropas se encontraban detenidas a unos 40 kilómetros de Valencia.

## Los bombardeos aéreos en la Retaguardia
Desde el inicio de la ofensiva del Levante los bombardeos de la aviación "fascista" sobre los puertos y ciudades del Mediterráneo se intensificaron porque no sólo intervinieron en ellos como había sucedido fundamentalmente hasta entonces la Aviación Legionaria con base en Mallorca sino que también participaron la Legión Cóndor y la aviación franquista, propiamente dicha. Esta "colaboración" permitió a los italianos centrarse más en los puertos buscando los buques mercantes que se encontraban en ellos, con el objetivo de colapsar el comercio marítimo mediterráneo, sin olvidar los aeródromos y los nudos de comunicación. Así durante la segunda quincena de abril y el mes de mayo fueron bombardeados en la retaguardia republicana catalana Reus, Salou, Tarragona, Gerona (hubo once muertos), Palamós, Rosas, Portbou (dos veces), Puigcerdá, Badalona, la central eléctrica de San Adrián de Besós y Barcelona. También fueron bombardeadas las poblaciones de la costa que se encontraban entre Vinaroz y Valencia: Nules, Oropesa, Sagunto y su puerto, Burriana, Benicarló, el puente del río Mijares cerca de Villarreal y sobre todo Castellón, que los días 4 y 5 de mayo sufrió unos durísimos bombardeos. También fue atacada la retaguardia valenciana: Algemesí, Benifayó, Silla, Alcira, y especialmente la ciudad de Valencia y su puerto, y la ciudad de Alicante. En mayo de 1938 volvieron los bombardeos de terror por parte de la Aviación Legionaria italiana como los que se habían producido sobre Barcelona entre el 16 y el 18 de marzo. El primero fue el bombardeo del mercado central de Alicante del miércoles 25 de mayo, en el que murieron más de 300 personas. Fueron lanzadas sobre el centro de la ciudad alrededor de 90 bombas y algunas de las cuales dieron en el Mercado Central, repleto de gente dada la hora de la mañana que era (y que no habían sonado las sirenas), por lo que la mortandad fue espantosa. La repercusión internacional del ataque fue enorme y las conclusiones de una Comisión de investigación británica fueron que había sido "un ataque deliberado a una zona civil".
Un segundo bombardeo de terror tuvo lugar sólo seis días después: Fue el bombardeo de Granollers del 31 de mayo de 1938 en el que se produjo entre 209 y 224 muertos, muchos de ellos en el acto al explotar las bombas, la mayoría mujeres y niños (hubo unos 160 heridos). Al parecer el objetivo de los aviones italianos era la central eléctrica de Granollers, aunque algunos historiadores piensan que el objetivo pudo ser también la población civil porque el volumen de bombas que lanzaron los cinco Savoia-Marchetti S.M.79 italianos (unas 80 bombas, la mitad de 100 kg.) era desproporcionado con respecto a los objetivos e implicaba necesariamente daños considerables en las poblaciones circundantes. En junio y julio de 1938 continuaron los bombardeos sobre la retaguardia especialmente sobre los puertos de Valencia y de Alicante, hundiendo o dañando seriamente algunos de los barcos mercantes que allí se encontraban. El puerto de Alicante fue atacado en junio los días 1, 2, 3, 4, 6 (42 personas muertas), 7 (8 muertos y 50 heridos), 9, 10, 13, 15, 17, 21, 25 (alcanzó la ciudad, causando 39 muertos y 60 heridos), 26, 27, y 28. Y en julio los días 14, 17 (2 muertos y 5 heridos), 19, 20 y 24.

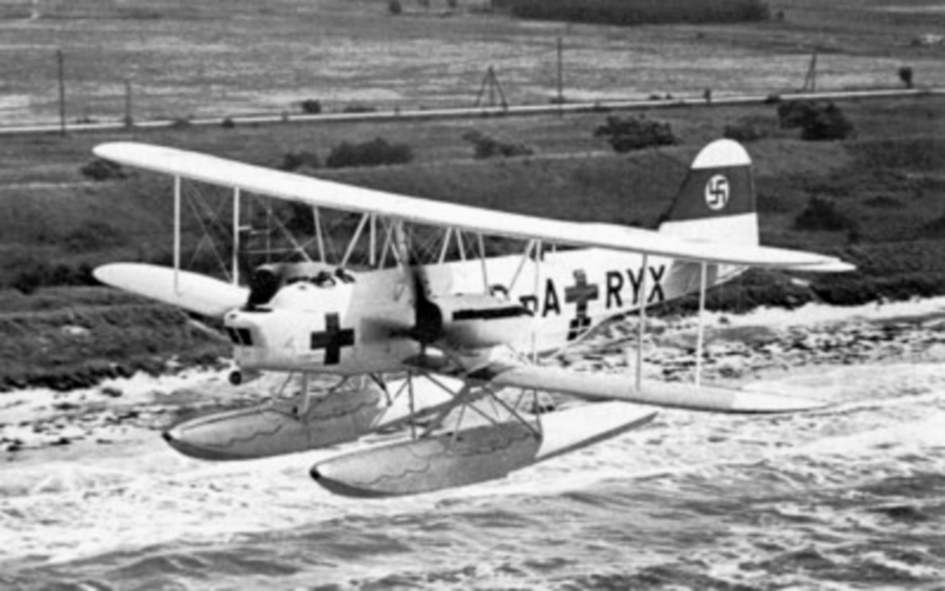
Hidroavión alemán He 59 como los que atacaron los puertos mediterráneos republicanos desde su base de Pollensa.

También fue atacado Castellón y su puerto antes de su toma por las tropas franquistas a mediados de junio. Fue bombardeado en la noche del 6 al 7, en la del 8 al 9 y en la del 9 al 10 de junio por hidroaviones He 59 de la Legión Cóndor (en el de la noche del 8 al 9 fue hundido el mercante inglés Isadora). También fueron atacados los puertos de Gandía (siete veces), Denia (siete veces; en el del 9 de junio fue hundido el mercante francés Brisbane), Villajoyosa (dos veces) y Sagunto (seis veces) . Asimismo fueron bombardeadas estaciones de ferrocarril y nudos de carreteras del interior: Algemesí (tres veces), Carcagente, Alcira. El puerto y la ciudad de Cartagena fueron bombardeados el 12 de julio causando cerca de 50 muertos entre la población civil y más de 100 heridos (en cuanto al número de víctimas este fue el bombardeo más devastador que sufrió Cartagena en toda la guerra).
Cataluña también fue bombardeada en junio y julio mientras se desarrollaba la ofensiva del Levante hacia Valencia. El puerto de Barcelona fue bombardeado en junio el 3, 4, 6 (alcanzando varios barcos y los depósitos de Campsa, causando un enorme humareda que afectó a casi toda la ciudad), 15, 16, 19 y 22. Badalona volvió a ser bombardeada los días 4, 5, 9 y 18 de julio, teniendo como objetivo la fábrica Cros pero afectando también a la ciudad (el ataque del día 5 causó 15 muertos y 25 heridos).
En cambio los bombardeos republicanos sobre la retaguardia de la zona sublevada fueron muy escasos. Sólo se registraron tres: El 15 de abril fueron bombardeadas las afueras de Sort; el 23 de abril Serós; y el 30 de mayo Palma de Mallorca, que fue bombardeada por última vez por una escuadrilla de «Katiuskas», provocando algunas bajas civiles y dañando un mercante.

## Consecuencias
Toda la campaña desde abril había costado unas 20.000 bajas al bando sublevado entre muertos y heridos, así como importantes pérdidas materiales. Las tropas franquistas no han conseguido romper las defensas enemigas, ni avanzar hasta Sagunto, y menos aún haber logrado tomar Valencia. No obstante, habían conquistado la práctica totalidad de la provincia de Castellón, pero sin ningún interés estratégico salvo el control del puerto del Grao de Castellón. Así mismo, habían ensanchado la zona costera bajo su control.
La batalla de la Ofensiva del Levante, centrada en la Línea XYZ, fue eminentemente defensiva como la de Madrid en noviembre de 1936, y por tanto no participaron las unidades más exaltadas por la propaganda republicana (las Brigadas Internacionales o las divisiones comunistas de Modesto y Líster), lo cual a su vez causó que no fuera resaltada debidamente por los líderes de la República. En realidad la defensa de Valencia supuso muy pocas bajas para el bando republicano (unos 5.000 hombres en bajas diversas) en comparación a las soportadas por los sublevados; de hecho la proporción de bajas entre las fuerzas combatientes en la Ofensiva del Levante fue más favorable a la República que la resultada en Guadalajara.